# I 3 aquilotti
I 3 aquilotti è un film del 1942 diretto da Mario Mattoli.

## Trama
Alla Regia Accademia Aeronautica di Caserta, tre allievi, Mario, Marco e Filippo diventano grandi amici. Verso la fine del corso di studi, Marco conosce casualmente e si innamora della sorella di Mario, Adriana. Mario manifesta la sua contrarietà a Marco e questo provoca la fine della loro amicizia. A causa di un incidente durante un volo di addestramento, Marco viene passato dal ruolo naviganti al ruolo servizi, non conseguendo così il brevetto di pilota militare.
Dopo la fine del corso, i tre amici si dividono per varie destinazioni ma si ritrovano tutti e tre in Russia, con Mario e Filippo già decorati con medaglie al merito, mentre Marco è addetto ai servizi logistici. Durante un'azione bellica Mario viene colpito in volo ed è costretto ad atterrare in territorio nemico. Marco, saputa la notizia, decide di accompagnare il pilota incaricato del recupero del collega. Durante il sorvolo del velivolo abbattuto, il pilota viene ucciso e diventa compito di Marco portare a compimento la missione. Riuscirà ad atterrare, recuperare l'amico, incendiare il velivolo abbattuto e ricondurre il suo apparecchio alla base, dove i due amici si riconcilieranno. Marco riceverà così il benestare di Mario a sposare Adriana.

## Produzione
Il soggettista Tito Silvio Mursino è in realtà Vittorio Mussolini, figlio del Duce. Michela Belmonte era la sorella di Maria Denis, una delle attrici italiane più affermate di quegli anni.

## Promozione
La realizzazione dei manifesti del film fu affidata al pittore cartellonista Sergio Gargiulo.

## Distribuzione
Il film fu presentato alla Mostra del Cinema di Venezia nel 1942.

## Accoglienza
(Gaetano Carancini ne L'Eco di Venezia del 30 agosto 1942)